# A Thousand Suns
A Thousand Suns (englisch für „Eintausend Sonnen“) ist das vierte Studioalbum der US-amerikanischen Rockband Linkin Park. Es wurde am 10. September 2010 bei Warner Brothers Records veröffentlicht. Es platzierte sich bei Billboard auf Platz 2 der besten Hardrock-Alben 2010.

## Entstehung
Mike Shinoda, David Farrell und Joseph Hahn begannen im Oktober 2008 damit, an zwei Songs zu arbeiten. Sie planten ein Konzeptalbum, was Chester Bennington zunächst verunsicherte. Später konnte er sich schließlich doch mit der Idee anfreunden und meinte, es sei eine inspirierende Idee, mit der sie viele Dinge, über die sie schreiben wollten, veröffentlichen könnten. Außerdem gab er bekannt, dass der Beginn der Studioaufnahme für Dezember 2008 und die Veröffentlichung für Mitte 2009 geplant war. Ende März 2009 schrieb Shinoda jedoch in seinem Blog, dass die Band hoffe, dass Benningtons Album Out of Ashes im Herbst erscheinen wird und sie das neue Linkin-Park-Album im Frühjahr 2010 auf den Markt bringen können.

## Inhalt
In dem Album wurden Aussprüche wichtiger Männer der Geschichte verwendet. So ist in dem Song The Radiance ein Ausschnitt eines Interviews mit Robert Oppenheimer, einem Physiker und Entwickler der Atombombe, in Wisdom, Justice, and Love eine Rede von Martin Luther King zum Vietnamkrieg und in Wretches and Kings ein Ausschnitt einer Rede von Mario Savio, einem Bürgerrechtsaktivisten, zu hören.
Mehrere Songs des Albums überschneiden sich in den Texten, so unter anderem die beiden Songs The Requiem und The Catalyst und die Songs Fallout und Burning in the Skies.
Wie auch schon in vorherigen Linkin-Park-Alben wie Minutes to Midnight (2007) finden mehrere Übergange zwischen Songs fließend statt, so auch bei dem militärisch geprägten Empty Spaces und dem darauf folgenden, von einem komplexen Drum-Track getriebenen When They Come for Me.

## Veröffentlichung
Die erste Singleauskopplung The Catalyst wurde für den 2. August 2010 angekündigt. In Deutschland, Österreich und der Schweiz wurde die Single erst am 27. August 2010 veröffentlicht.
Bereits einen Monat nach der Veröffentlichung von The Catalyst stellte Linkin Park den Titel Wretches and Kings denjenigen als MP3-Download zur Verfügung, die das Album A Thousand Suns über die Homepage der Band vorbestellt hatten. Die zweite Singleauskopplung ist der Song Waiting for the End, für den bereits am 3. September 2010 eine Demoversion über 30 Sekunden online gestellt wurde. Schließlich erschien die Single am 1. Oktober 2010. Die nächste Single Burning in the Skies wurde am 18. März 2011 veröffentlicht, in den Vereinigten Staaten erschien die Single jedoch nicht. Wie bei den Vorgängern erschien mit Iridescent auch beim dritten Film der Transformers-Reihe ein Song von Linkin Park als Soundtrack-Single. Die Single erschien zwei Wochen vor dem Soundtrack-Album am 27. Mai 2011. Am 17. Juni 2011 erschien die Live-DVD A Thousand Suns +. Sie enthält eine Aufnahme des Konzertes vom 7. November 2010 in der Nähe des Puerta de Alcalá in Madrid sowohl als DVD wie auch im MP3-Format. Außerdem ist auch die Studio-Version von A Thousand Suns enthalten.

## Titelliste
| #  | Titel                     | Länge | Bemerkung                               |
| -- | ------------------------- | ----- | --------------------------------------- |
| 1  | The Requiem               | 2:01  | Intro                                   |
| 2  | The Radiance              | 0:58  | Intro                                   |
| 3  | Burning in the Skies      | 4:13  | Dritte Single (18. März 2011)           |
| 4  | Empty Spaces              | 0:18  | Interlude                               |
| 5  | When They Come for Me     | 4:56  |                                         |
| 6  | Robot Boy                 | 4:29  |                                         |
| 7  | Jornada del Muerto        | 1:35  | Interlude                               |
| 8  | Waiting for the End       | 3:52  | Zweite Single (1. Oktober 2010)         |
| 9  | Blackout                  | 4:39  |                                         |
| 10 | Wretches and Kings        | 4:15  |                                         |
| 11 | Wisdom, Justice, and Love | 1:39  | Interlude                               |
| 12 | Iridescent                | 4:57  | Vierte und letzte Single (27. Mai 2011) |
| 13 | Fallout                   | 1:23  | Interlude                               |
| 14 | The Catalyst              | 5:40  | Erste Single (2. August 2010)           |
| 15 | The Messenger             | 3:02  |                                         |
| 16 | Blackbirds                | 3:21  | iTunes-Bonus-Track                      |

## Kritik
Von vielen Kritikern wurde es als Meisterwerk bezeichnet, teilweise wurde das Album jedoch auch stark kritisiert, da es sich sehr von dem ursprünglichen Nu-Metal-Sound der Band entfernt.
Im Dezember 2010 wurde A Thousand Suns als „Beste Platte 2010“ mit dem „Kulturnews-Award“ der Zeitschrift kulturnews ausgezeichnet. Das Unternehmen Allmusic gab zweieinhalb von fünf möglichen Sternen. Die Seite Metacritischnittsbewertung von 66 %, was generally favorable reviews (dt.: meist positive Kritiken) entspricht.
Laut.de schreibt: „Zwanghafte Innovationen auf Kosten der eigenen Identität waren noch nie erfolgreich.“
Auch Plattentests.de kritisiert den neuen Stil: „Es ist keinesfalls immer so, dass der Innovationswilligste automatisch der Mutigste ist.“

## Kommerzieller Erfolg

### Chartplatzierungen
| ChartsChartplatzierungen       | Höchstplatzierung | Wochen |
| ------------------------------ | ----------------- | ------ |
| Deutschland (GfK)              | 1 (51 Wo.)        | 51     |
| Österreich (Ö3)                | 1 (36 Wo.)        | 36     |
| Schweiz (IFPI)                 | 1 (48 Wo.)        | 48     |
| Vereinigte Staaten (Billboard) | 1 (38 Wo.)        | 38     |
| Vereinigtes Königreich (OCC)   | 2 (30 Wo.)        | 30     |

| ChartsJahrescharts (2010)      | Platzierung |
| ------------------------------ | ----------- |
| Deutschland (GfK)              | 11          |
| Österreich (Ö3)                | 10          |
| Schweiz (IFPI)                 | 16          |
| Vereinigte Staaten (Billboard) | 53          |

| ChartsJahrescharts (2011)      | Platzierung |
| ------------------------------ | ----------- |
| Deutschland (GfK)              | 87          |
| Schweiz (IFPI)                 | 86          |
| Vereinigte Staaten (Billboard) | 107         |

### Auszeichnungen für Musikverkäufe
| Land/Region                  | Auszeichnungen für Musikverkäufe (Land/Region, Auszeichnung, Verkäufe) | Verkäufe  |
| ---------------------------- | ---------------------------------------------------------------------- | --------- |
| Australien (ARIA)            | Platin                                                                 | 70.000    |
| Brasilien (PMB)              | Gold                                                                   | 20.000    |
| Dänemark (IFPI)              | Gold                                                                   | 15.000    |
| Deutschland (BVMI)           | 3× Gold                                                                | 300.000   |
| Finnland (IFPI)              | Gold                                                                   | 13.977    |
| Frankreich (SNEP)            | Gold                                                                   | 50.000    |
| Golf-Kooperationsrat (IFPI)  | Gold                                                                   | 3.000     |
| Irland (IRMA)                | Gold                                                                   | 7.500     |
| Italien (FIMI)               | Platin                                                                 | 50.000    |
| Japan (RIAJ)                 | Gold                                                                   | 100.000   |
| Kanada (MC)                  | Platin                                                                 | 80.000    |
| Neuseeland (RMNZ)            | Platin                                                                 | 15.000    |
| Österreich (IFPI)            | Gold                                                                   | 10.000    |
| Polen (ZPAV)                 | Platin                                                                 | 20.000    |
| Portugal (AFP)               | Platin                                                                 | 20.000    |
| Russland (NFPF)              | Platin                                                                 | 20.000    |
| Schweiz (IFPI)               | Gold                                                                   | 15.000    |
| Singapur (RIAS)              | Platin                                                                 | 10.000    |
| Vereinigte Staaten (RIAA)    | Platin                                                                 | 1.000.000 |
| Vereinigtes Königreich (BPI) | Platin                                                                 | 300.000   |
| Insgesamt                    | 10× Gold · 11× Platin ·                                                | 2.119.477 |

Hauptartikel: Linkin Park/Auszeichnungen für Musikverkäufe